# Massa tropical continental
A massa tropical continental (mTc) é uma massa de ar de aspecto quente e seco que é originada no nordeste da Argentina, na região da depressão do Chaco. Atua em especial nessa região argentina, em parte do Paraguai e nos estados brasileiros limítrofes (como Paraná, Santa Catarina e Rio Grande do Sul) , onde ocasionalmente ao longo do ano favorece a ocorrência de temperaturas elevadas e baixos índices de umidade relativa do ar.